# 高雄市立高雄女子高級中學
高雄市立高雄女子高級中學（英語：Kaohsiung Municipal Kaohsiung Girls' Senior High School，KGHS），簡稱雄女、高雄女中，舊稱省高女，為台灣高雄市的一所女子普通型高級中等學校。

## 校史

### 日治時期
- 1924年：高雄女中創校於日治時期，1924年4月1日，當時名為「高雄州立高雄高等女學校」，由高雄州理事官名和仁一處理校長事務。[1]由於學校草創尚無校舍，因此暫借高雄第一尋常高等小學校（今鼓山國小）[2]為臨時校舍。[1]同年4月25日舉行第一回入學式，5月16日舉行開校式，8月時教諭本田喜八兼任校長職。[1]
- 1925年：位在哨船頭的宿舍落成。
- 1926年：本田喜八免改為專任校長。

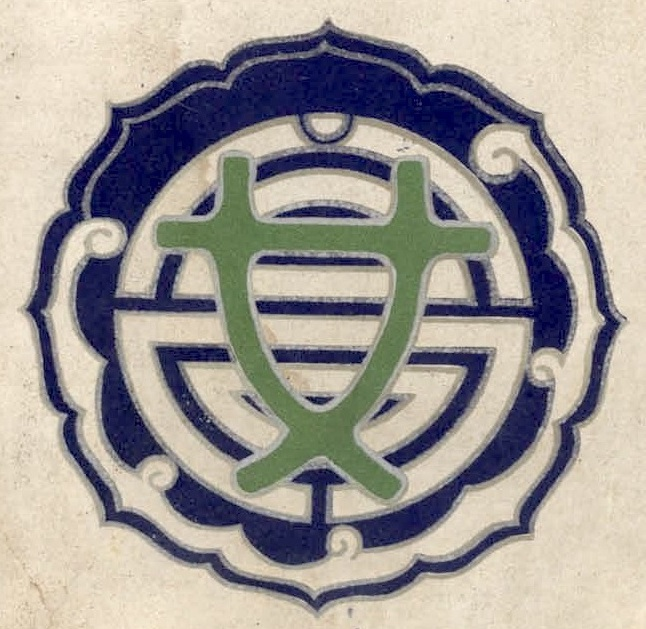
日治時期校章

- 1927年：位在苓雅寮三番地（今屬前金區）的新築校舍部分完工。
- 1928年：3月20日舉辦第一屆畢業典禮；同年6月校舍增築完成。
- 1930年：4月補習科（補校）獲設置認可修業一年，同年7月位在前金的宿舍完成。
- 1931年：舉辦補習科第一屆修業式。
- 1934年：舉辦創立十週年紀念式。
- 1937年：龜山相次接任校長。[1]
- 1942年：小川七十二擔任校長。
- 1943年：改名為高雄州立高雄第一高等女學校。
- 1944年：岩本義烈擔任校長。

### 戰後時期
- 1945年：中華民國接管臺灣，11月接管委員會派陳東榮到校接收，暫代校長職務，12月改名為台灣省立高雄第一女子中學。[3]。
- 1946年：省立高雄第二女子中學之台灣籍學生併入該校，日籍學生移入第二女子中學。教育廳派吳伯俊擔任校長，學校分設初高中兩部修業各三年。
- 1947年：第二女子中學併入該校遂改名為台灣省立高雄女子中學。
- 1949年：陳頤擔任校長。
- 1953年：薛佩琦擔任校長。
- 1962年：因為「省辦高中，縣市辦初中」的政策，初中部停止招生。
- 1970年：改名為台灣省立高雄女子高級中學。
- 1974年：談太儁擔任校長。
- 1979年：師蔚霞擔任校長。因高雄市升格直轄市改為高雄市立高雄女子高級中學。雄女儀隊創立。
- 1985年：開始舉辦雄中、雄女聯合大露營活動。
- 1991年：雄中、雄女校長對調，朱迺武擔任校長。
- 1995年：陳有華擔任校長。
- 2002年：余碧芬擔任校長。
- 2009年7月：林全義擔任校長。
- 2013年8月：黃秀霞擔任校長。
- 2018年8月：林香吟擔任校長。
- 2020年：取消雄中、雄女聯合大露營活動。
- 2022年：鄭文儀擔任校長

## 學生活動

### 雄中雄女聯合大露營
「雄中雄女聯合大露營」，又被稱為「雄中雄女大露營」，為台灣唯一一項由男女兩校共同聯合舉辦的露營活動。雄中雄女大露營最早是在1985年4月在當時擔任高雄市市長許水德的支持之下，由高雄中學校長朱迺武與高雄女中校長師蔚霞的合作之下開始舉辦。高雄中學校方將此列為國防通識課程的「公民訓練」課程，因此露營活動兩天的期間也被歸類為正常上課時段。
雄中雄女大露營為每年性的活動，其主要對象為高雄中學與高雄女中的二年級學生，於二年級下學期第一次期中考試前在高雄澄清湖進行兩天一夜的露營活動。露營時主要活動領導社團分別為高雄中學學聯會和高雄女中班聯會（位於和平廣場）、高雄中學童軍團和高雄女中童軍團（位於中心廣場）、高雄中學康輔社和高雄女中康輔社（位於忠孝廣場），並會於第一天晚上進行多項表演活動。2019年，高雄女中學生表決通過後，校務會議決議暫停舉辦聯合大露營活動至今。

### 雄中雄女飲料日
在雄中雄女大露營後兩校學生有相關聯誼行為，為了表達對露營時夥伴的問候，而利用段考結束後下午的溫書假買飲料送給對方。隨著這個非正式的活動漸成常態，兩校校方便規定僅有第一次段考結束後才可贈送飲品給對方學校。由於高雄中學與高雄女中的段考次數並不同，因此在每學期第一次段考後便會有學生互送飲料，也有人送飲料以外的食物。對於這一情況，部分媒體稱呼其為「飲料日」或「奶茶日」。不過2011年時因應中華民國教育部中禁止於期中考試當天下午放假，高雄市教育局宣佈取消段考後的「自主學習」時間，也使得3月15日時，高雄中學校方基於保護學生的立場，租借了16輛遊覽車搭載學生前往高雄女中。

## 外部連結
- 高雄市立高雄女子高級中學 （页面存档备份，存于）
- 台灣深藍學生論壇雄中雄女聯版 （页面存档备份，存于）